# Orocrambus isochytus
Orocrambus isochytus là một loài bướm đêm trong họ Crambidae.